# Francesco Francavilla
Pour les articles homonymes, voir Francavilla.
Francesco Francavilla est un auteur de bande dessinée italien installé aux États-Unis qui travaille pour l'industrie du comic book.

## Prix et récompenses
- 2012 : Prix Eisner du meilleur artiste de couverture pour son travail sur La Panthère noire (Marvel), Lone Ranger, Lone Ranger/Zorro, Dark Shadows et Warlord of Mars (Dynamite), Archie Meets Kiss (Archie).